# Абу-Рудайс – Рас-Бакр
Абу-Рудайс – Рас-Бакр – трубопровід, споруджений для видачі природного газу зі східного узбережжя Суецької затоки.
З 1985-го на заході Синаю почав роботу газопереробний завод Абу-Рудайс, продукцію якого транспортували в межах Синайського півострова по газопроводу Абу-Рудайс – Абу-Зеніма. Втім, це не дозволяло повністю монетизувати наявний попутний газ, тому в 1994-му ввели в дію нову схему, яка дозволила спрямувати продукцію ГПЗ на протилежний берег Суецької затоки. Для цього від двадцять шостого кілометра траси Абу-Рудайс – Абу-Зеніма проклали перемичку завдовжки 12 км з діаметром 300 мм до платформи родовища Октобер. З останнього раніше вже організували подачу газу по трубопроводу діаметром 750 мм до розташованого за два десятки кілометрів ГПЗ Рас-Бакр, який надавав доступ до системи Рас-Шукейр – Суец.